# كانتون سان فرناندو
كانتون سان فرناندو (بالإنجليزية: San Fernando Canton)‏ هو كانتون في الإكوادور، يتبع مقاطعة أزواي، وينقسم لأبرشيتين.

## السكان
حسب التعداد الإكوادوري لعام 2010، بلغ عدد سكانه 3993 والمجموعات العرقية كالتالي:
| العرقية               | النسبة |
| --------------------- | ------ |
| ميستيثو               | 96.6%  |
| اللاتينيون            | 1.3%   |
| الإكوادوريون الأفارقة | 1.9%   |
| السكان الأصليون       | 0.2%   |
| مونتوبيو              | 0.0%   |
| أخرى                  | 0.0%   |